# Florence (Oregón)
Florence es una ciudad en el condado de Lane (Oregón),  Estados Unidos. Una tradición afirma que la ciudad fue nombrada en honor al senador estatal A.B. Florence, que representó al condado de Lane de 1858 a 1860; otra declara que Florence fue nombrada en honor a un buque francés que naufragó en la desembocadura del río Siuslaw el 17 de febrero de 1875.

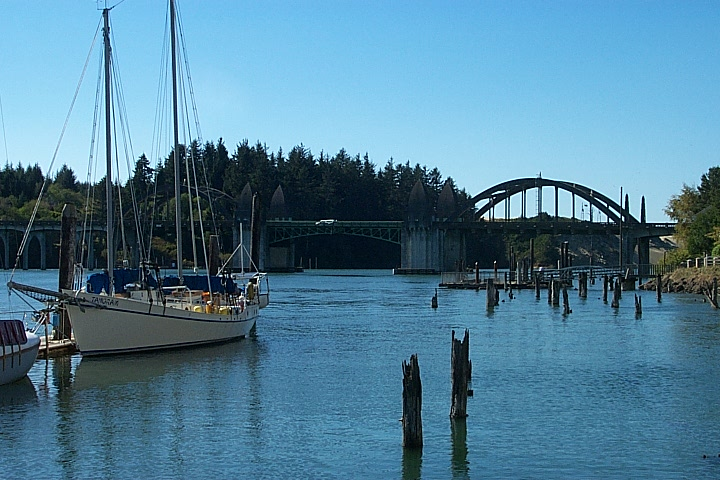
Un velero en el río Siuslaw.

## Geografía
Florence está situada en la costa de Oregón aproximadamente a la misma latitud que Eugene (Oregón), y está aproximadamente a mitad de camino entre las otras principales ciudades costeras de Oregón, Newport y Coos Bay.
Según la Oficina del Censo de los Estados Unidos, la ciudad tiene una superficie total de 14,3 km², de los cuales 12,7 km² corresponden a tierra y 1,5 km² a agua. El porcentaje total de superficie con agua es 10,71 %.

## Demografía
Según el censo de 2000, había 7.263 personas, 3.564 hogares y 2.145 familias que residían en la ciudad. La estimación de población de 2006 es 8.270 habitantes. La densidad de población era de 570,0 hab/km². Había 4.174 viviendas con una densidad media de 327,6 viviendas/km². La composición racial de la ciudad estaba formada por un 95,88 % de blancos, un 0,28% de afroamericanos, un 0,92% de nativos americanos, un 0,55% de asiáticos, un 0,14% de isleños del Pacífico, un 0,56 % de otras razas, y un 1,67 % de dos o más razas. El 2,37 % de la población eran hispanos o latinos de cualquier raza.
Había 3.564 hogares de los cuales el 16,9 % tenían niños menores de 18 años viviendo en ellas, el 48,6 % eran parejas casadas viviendo juntas, el 9,3 % eran hogares con una mujer sin marido, y el 39,8% no eran familias. El 34,4 % de todos los hogares estaban compuestos de un único individuo y el 21,7% tenían alguien viviendo solo que tenía 65 años de edad o más. El número medio de personas en un hogar era 2,02 y el tamaño medio de una familia era 2,52.
En la ciudad la población estaba distribuida con un 16,8 % de habitantes menores de 18 años, un 5,0 % entre 18 y 24 años, un 16,0 % de 25 a 44, un 23,9 % de 45 a 64, y un 38,2 % de 65 años o mayores. La media de edad era 56 años. Por cada 100 mujeres había 84,8 hombres. Por cada 100 mujeres de 18 años o más, había 82,1 hombres.
Los ingresos medios de un hogar en la ciudad eran de 30.505 $, y los ingresos medios para una familia eran 36.784 $. Los hombres tenían unos ingresos medios de 30.962 $ frente a los 23.878 $ para las mujeres. La renta per cápita para la ciudad era de 18.008 $. El 14,4% de la población y el 10,0 % de las familias estaban por debajo del umbral de pobreza. El 25,9 % de los menores de 18 años y el 8,3 % de los habitantes de 65 años o más vivían por debajo del umbral de pobreza.

## Puntos de interés
- Carl G. Washburne Memorial State Park
- Darlingtonia State Natural Site
- Heceta Head Light
- Jessie M. Honeyman Memorial State Park
- Muriel O. Ponsler Memorial State Scenic Viewpoint
- Old Town Florence
- Puerto de Siuslaw
- Sea Lion Caves

## Ciudad hermana
Florence tiene una ciudad hermana:
- Yamagata, Japón

Yamagata-shi se estableció en 2003 by con la fusión de Ijira (la antigua ciudad hermana de Florence), Takatomi, y Miyama.

## Curiosidades
Muchas de las ideas relacionadas con el desierto en la serie Dune de Frank Herbert se le ocurrieron durante un viaje a Florence para escribir un artículo de revista sobre un proyecto de gestión de costas del Departamento de Agricultura de los Estados Unidos para estabilizar y reducir la velocidad de la erosión de las dunas de arena.
Florence es también conocida como el lugar de una explosión de ballena, un incidente donde la División Estatal de Autopistas de Oregón intentó eliminar una ballena varada con dinamita — con resultados imprevistos.

## Transporte
- Aeropuerto municipal de Florence